# Piotr Suchenia
Piotr Suchenia (ur. 6 lipca 1980 w Gdyni) – polski maratończyk, trener i organizator imprez sportowych. Specjalizuje się w bieganiu maratonów w ekstremalnych warunkach, głównie poza kołem podbiegunowym. Zdobywca Korony Maratonów – ukończył maratony na wszystkich kontynentach oraz na biegunie północnym. Jako pierwszy Polak zwyciężył w Maratonie na Biegunie Północnym oraz w Maratonie na Antarktydzie.

## Życiorys
W latach 1987–1990 był zawodnikiem sekcji żeglarskiej w Jacht Klubie „Stal" Gdynia, a w latach 1990–2000 trenował biegi na orientację w WKS „Flota" Gdynia.
Jest absolwentem Akademii Wychowania Fizycznego i Sportu w Gdańsku, gdzie uzyskał tytuł magistra wychowania fizycznego. Posiada uprawnienia dyplomowanego trenera lekkiej atletyki.
Zawodowo zajmuje się organizacją imprez sportowych w Gdyńskim Centrum Sportu oraz trenowaniem zawodników w konkurencjach wytrzymałościowych. Jest również właścicielem firmy RUN-PASSION.PL.
W 2020 roku wydał książkę pt. Rozgrzewając Chłód, opowiadającą o podróżach i startach poza kołem podbiegunowym.

## Kariera sportowa
Debiut maratoński zaliczył 21 kwietnia 2002 roku, uzyskując czas 2:48:08. Rekord życiowy w maratonie (2:29:35) ustanowił 28 października 2012 roku we Frankfurcie.
Specjalizuje się w maratonach rozgrywanych w ekstremalnych warunkach, szczególnie w rejonach polarnych.

## Osiągnięcia
| Rok  | Impreza                                       | Miejsce           | Konkurencja | Lokata                                                                | Wynik   |
| ---- | --------------------------------------------- | ----------------- | ----------- | --------------------------------------------------------------------- | ------- |
| 2002 | Maraton Wrocławski                            | Wrocław           | maraton     | debiut                                                                | 2:48:08 |
| 2012 | Midnight Sun Marathon                         | Tromsø            | maraton     | 3. miejsce                                                            | 2:34:36 |
| 2012 | Maraton we Frankfurcie nad Menem              | Frankfurt         | maraton     | 59. miejsce (rekord życiowy)                                          | 2:29:35 |
| 2013 | Palma de Mallorca Marathon                    | Palma de Mallorca | maraton     | 2. miejsce                                                            | 2:36:21 |
| 2014 | Bangkok Marathon                              | Bangkok           | maraton     | 5. miejsce (open), 2. miejsce (kat. wiekowa)                          | 2:51:38 |
| 2015 | Reggae Marathon                               | Jamajka           | maraton     | 4. miejsce (open), 1. miejsce (kat. wiekowa)                          | 3:01:58 |
| 2016 | Spitsbergen Marathon                          | Svalbard          | maraton     | 1. miejsce                                                            | 2:54:10 |
| 2016 | Mistrzostwa świata w lekkiej atletyce masters | Perth             | maraton     | 1. miejsce (drużynowo)                                                | 2:54:10 |
| 2017 | North Pole Marathon                           | Biegun Północny   | maraton     | 1. miejsce                                                            | 4:06:24 |
| 2017 | KLM Curacao Marathon                          | Curaçao           | maraton     | 2. miejsce                                                            | 3:01:39 |
| 2018 | Spitsbergen Marathon                          | Svalbard          | maraton     | 1. miejsce                                                            | 2:52:57 |
| 2018 | Antarctic Ice Marathon                        | Antarktyda        | maraton     | 1. miejsce                                                            | 3:49:18 |
| 2018 | Polar Circle Marathon                         | Grenlandia        | maraton     | 2. miejsce                                                            | 3:05:17 |
| 2019 | Running the Rift Marathon                     | Uganda            | maraton     | 1. miejsce                                                            | 3:48:45 |
| 2022 | Spitsbergen Marathon                          | Svalbard          | maraton     | 4. miejsce w rankingu globalnym3. miejsce (w kat. wiekowej 40-49 lat) | 3:05:30 |
| 2023 | Spitsbergen Half Marathon                     | Svalbard          | półmaraton  | 3. miejsce                                                            | 1:31:14 |
| 2025 | Spitsbergen Marathon                          | Svalbard          | maraton     | 6. miejsce w rankingu globalnym3. miejsce (w kat. wiekowej 45-49 lat) | 2:59:47 |
| 2025 | The Everest Marathon                          | Nepal             | marathon    | 25. miejsce w rankingu globalnym 6. miejsce (w kat. obcokrajowców)    | 6:20:21 |

## Publikacje
- Rozgrzewając Chłód (2020) – książka opowiadająca o podróżach i startach poza kołem podbiegunowym[28]